# 전안와창

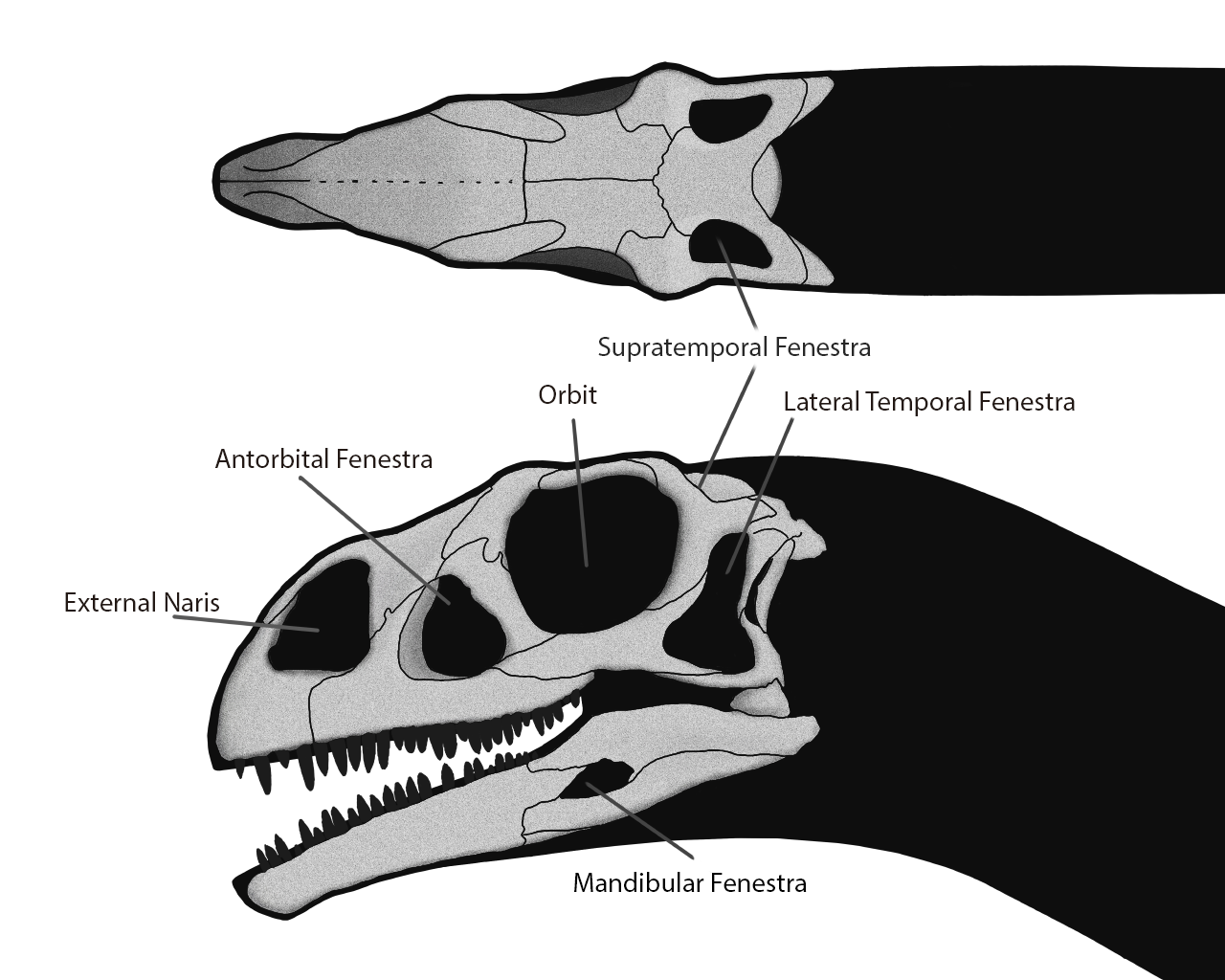
머리뼈의 구멍들 중 전안와창의 위치. 공룡 마소스폰딜루스.

전안와창은 머리뼈의 구멍 중 하나로 눈구멍의 앞쪽에 위치한다. 이러한 머리뼈 형태는 트라이아스기에 지배파충류에서 처음 나타났다. 오늘날의 새들도 전안와창을 가지고 있으나 현생 악어에서는 볼 수 없다. 어떤 지배파충류에서는 구멍은 사라졌지만 구멍이 있던 자리가 움푹 들어간 흔적이 남아 있다. 이것을 전안와 (antorbital fossa) 라고 부른다.
전안와창은 공룡의 두개골 양쪽에 눈구멍과 콧구멍 사이에 위치하고 있고, 많은 경우 머리뼈에서 가장 큰 구멍이다. 전안와창은 수각류 중 테타누라를 계통군으로 묶어주는 파생공유형질이다. 반대로, 프로토케라톱스는 전안와창이 없다는 것이 여타 각룡류와 구분되는 특징이다. 오리주둥이공룡 역시 전안와창을 가지고 있지 않다.